# Erwin Buurmeijer
Erwin Buurmeijer (Veendam, 21 september 1979) is een Nederlands voormalig betaald voetballer die doorgaans als middenvelder speelde. Hij debuteerde op 7 maart 1998 in het betaald voetbal in het shirt van BV Veendam, tegen Excelsior. Na zijn betaald voetbal periode speelde hij voor ACV Assen en VV PJC uit Nieuwe Pekela.

## Carrière
| Seizoen | Club       | Wedstrijden | Doelpunten | Competitie     |
| ------- | ---------- | ----------- | ---------- | -------------- |
| 1997/98 | BV Veendam | 4           | 1          | Eerste Divisie |
| 1998/99 | BV Veendam | 7           | 3          | Eerste Divisie |
| 1999/00 | BV Veendam | 6           | 0          | Eerste Divisie |
| 2000/01 | BV Veendam | 26          | 4          | Eerste Divisie |
| 2001/02 | Appingedam | ?           | ?          | Amateurs       |
| 2002/03 | BV Veendam | 32          | 3          | Eerste Divisie |
| 2003/04 | BV Veendam | 35          | 3          | Eerste Divisie |
| 2004/05 | BV Veendam | 36          | 2          | Eerste Divisie |
| 2005/06 | BV Veendam | 22          | 0          | Eerste Divisie |
| 2006/07 | BV Veendam | 37          | 6          | Eerste Divisie |
| 2007/08 | BV Veendam | 35          | 8          | Eerste Divisie |
| 2008/09 | BV Veendam | 35          | 4          | Eerste Divisie |
| 2009/10 | BV Veendam | 13          | 2          | Eerste Divisie |
| 2009/10 | FC Emmen   | 9           | 1          | Eerste divisie |
| Totaal  |            | 297         | 37         |                |